# تيم جونسون
تيم جونسون (بالإنجليزية: Tim Johnson)‏ هو محامي ومستشار ‏ وسياسي أمريكي، ولد في 28 ديسمبر 1946 في سو فولز في الولايات المتحدة. حزبياً، نشط في الحزب الديمقراطي.

## مناصب
- في انتخابات مجلس النواب الأمريكي 1990 [الإنجليزية]‏، انتخب عضو مجلس النواب الأمريكي عن دائرة South Dakota's 1st congressional district [الإنجليزية]‏ وقد انضم خلال فترته النيابية [الإنجليزية]‏ (3 يناير 1991 – 3 يناير 1993) للكتلة البرلمانية الحزب الديمقراطي.
- في انتخابات مجلس النواب الأمريكي 1992 [الإنجليزية]‏، انتخب عضو مجلس النواب الأمريكي عن دائرة الدائرة الانتخابية الشاملة لداكوتا الجنوبية [الإنجليزية]‏ وقد انضم خلال فترته النيابية [الإنجليزية]‏ (5 يناير 1993 – 3 يناير 1995) للكتلة البرلمانية الحزب الديمقراطي.
- في انتخابات مجلس النواب الأمريكي 1994 [الإنجليزية]‏، انتخب عضو مجلس النواب الأمريكي عن دائرة الدائرة الانتخابية الشاملة لداكوتا الجنوبية [الإنجليزية]‏ وقد انضم خلال فترته النيابية [الإنجليزية]‏ (4 يناير 1995 – 3 يناير 1997) للكتلة البرلمانية الحزب الديمقراطي.
- في انتخابات مجلس الشيوخ في الولايات المتحدة 1996 [الإنجليزية]‏، انتخب عضو مجلس الشيوخ الأمريكي عن دائرة South Dakota ‏ وقد انضم خلال فترته النيابية [الإنجليزية]‏ (7 يناير 1997 – 3 يناير 1999) للكتلة البرلمانية الحزب الديمقراطي.
- في انتخابات مجلس الشيوخ في الولايات المتحدة 1996 [الإنجليزية]‏، انتخب عضو مجلس الشيوخ الأمريكي عن دائرة South Dakota ‏ وقد انضم خلال فترته النيابية (3 يناير 1999 – 3 يناير 2001) للكتلة البرلمانية الحزب الديمقراطي.
- في انتخابات مجلس الشيوخ في الولايات المتحدة 1996 [الإنجليزية]‏، انتخب عضو مجلس الشيوخ الأمريكي عن دائرة South Dakota ‏ وقد انضم خلال فترته النيابية [الإنجليزية]‏ (3 يناير 2001 – 3 يناير 2003) للكتلة البرلمانية الحزب الديمقراطي.
- في انتخابات مجلس الشيوخ في الولايات المتحدة 2002 [الإنجليزية]‏، انتخب عضو مجلس الشيوخ الأمريكي عن دائرة South Dakota ‏ وقد انضم خلال فترته النيابية [الإنجليزية]‏ (7 يناير 2003 – 3 يناير 2005) للكتلة البرلمانية الحزب الديمقراطي.
- في انتخابات مجلس الشيوخ في الولايات المتحدة 2002 [الإنجليزية]‏، انتخب عضو مجلس الشيوخ الأمريكي عن دائرة South Dakota ‏ وقد انضم خلال فترته النيابية [الإنجليزية]‏ (3 يناير 2005 – 3 يناير 2007) للكتلة البرلمانية الحزب الديمقراطي.
- في انتخابات مجلس الشيوخ في الولايات المتحدة 2002 [الإنجليزية]‏، انتخب عضو مجلس الشيوخ الأمريكي عن دائرة South Dakota ‏ وقد انضم خلال فترته النيابية [الإنجليزية]‏ (3 يناير 2007 – 3 يناير 2009) للكتلة البرلمانية الحزب الديمقراطي.
- في انتخابات مجلس الشيوخ في الولايات المتحدة 2008 [الإنجليزية]‏، انتخب عضو مجلس الشيوخ الأمريكي عن دائرة South Dakota ‏ وقد انضم خلال فترته النيابية [الإنجليزية]‏ (6 يناير 2009 – 3 يناير 2011) للكتلة البرلمانية الحزب الديمقراطي.
- في انتخابات مجلس الشيوخ في الولايات المتحدة 2008 [الإنجليزية]‏، انتخب عضو مجلس الشيوخ الأمريكي عن دائرة South Dakota ‏ وقد انضم خلال فترته النيابية [الإنجليزية]‏ (3 يناير 2011 – 3 يناير 2013) للكتلة البرلمانية الحزب الديمقراطي.
- في انتخابات مجلس الشيوخ في الولايات المتحدة 2008 [الإنجليزية]‏، انتخب عضو مجلس الشيوخ الأمريكي عن دائرة South Dakota ‏ وقد انضم خلال فترته النيابية (3 يناير 2013 – 3 يناير 2015) للكتلة البرلمانية الحزب الديمقراطي.
- انتخب المدعي العام للدولة ( – 1985).
- انتخب عضو مجلس ولاية داكوتا الجنوبية [الإنجليزية]‏ (1983 – 1986).
- انتخب عضو داكوتا الجنوبية البيت النواب (1979 – 1982).
- انتخب عضو مجلس النواب الأمريكي (1987 – 1997).
- انتخب عضو مجلس الشيوخ الأمريكي عن دائرة داكوتا الجنوبية (3 يناير 1997 – 3 يناير 2015).